# Irlanda en los Juegos Paralímpicos de Tokio 2020
Irlanda estuvo representada en los Juegos Paralímpicos de Tokio 2020 por un total de 27 deportistas, 14 mujeres y 13 hombres.

## Medallistas
El equipo paralímpico irlandés obtuvo las siguientes medallas:
| Nombre               | Deporte           | Evento                            |
| -------------------- | ----------------- | --------------------------------- |
| Oro                  |                   |                                   |
| Jason Smyth          | Atletismo         | 100 m T13 masculino               |
| Katie-George Dunlevy | Ciclismo en ruta  | Ruta B femenino                   |
| Katie-George Dunlevy | Ciclismo en ruta  | Contrarreloj B femenino           |
| Ellen Keane          | Natación          | 100 m braza SB8 femenino          |
| Plata                |                   |                                   |
| Katie-George Dunlevy | Ciclismo en pista | Persecución individual B femenino |
| Nicole Turner        | Natación          | 50 m mariposa S6 femenino         |
| Bronce               |                   |                                   |
| Gary O'Reilly        | Ciclismo en ruta  | Contrarreloj H5 masculino         |